# Janovce, Bardejov
Janovce este o comună slovacă, aflată în districtul Bardejov din regiunea Prešov. Localitatea se află la altitudinea de 370 m deasupra n.m., se întinde pe o suprafață de 5,55 km2 și în 2017 număra 454 de locuitori.

## Istoric
Localitatea Janovce este atestată documentar din 1261.

## Demografie
| An:                | 1994 | 2004   | 2014   | 2024    |
| ------------------ | ---- | ------ | ------ | ------- |
| Număr de persoane: | 403  | 419    | 433    | 479     |
| Diferență:         |      | +3,97% | +3,34% | +10,62% |

| An:                | 2023 | 2024   |
| ------------------ | ---- | ------ |
| Număr de persoane: | 470  | 479    |
| Diferență:         |      | +1,91% |